# Cimetière de Oak Woods
Le cimetière de Oak Woods (en anglais : Oak Woods Cemetery) est un grand cimetière de la ville de Chicago aux États-Unis. Conçu par l'architecte paysagiste Adolph Strauch, il est recouvert de pelouse et s'étend sur une surface d'environ 74 hectares (183 acres). Il se trouve au 1035 E. 67th Street dans la partie nord-est de Greater Grand Crossing, un secteur du South Side de la ville.

## Description
Établi le 12 février 1853, il s'agit de l'un des cimetières les plus anciens de la ville de Chicago. L'entrée principale est située à l'angle de la 67e et Cottage Grove, non loin du lac Michigan. Le cimetière a été créé quelques années avant les cimetières de Rosehill, Graceland et Calvary, mais aucune inhumation n'a eu lieu avant 1860.
À l'origine, le cimetière se trouvait à l'extérieur des limites de la ville, à proximité d'anciennes voies ferrées et friches industrielles. En 1889, la ville de Chicago a annexé plusieurs grandes zones pour étendre son territoire dont celle comprenant Oak Woods. L'Exposition universelle de 1893 (World's Columbian Exposition) s'est tenue à seulement quelques pâtés de maisons au nord de Oak Woods, dans ce qui est maintenant connu sous le nom de Jackson Park.
Plusieurs personnalités de la ville reposent au cimetière de Oak Woods dont des personnalités politiques, des philosophes, des entrepreneurs, des criminels, des sociologues, des professeurs universitaires, etc. Enrico Fermi (physicien), Adolphus C. Bartlett (homme d'affaires et philanthrope), William Hale Thompson (maire de Chicago), Paul Cornell (avocat, homme d'affaires et philanthrope), Harold Washington (premier maire afro-américain de Chicago), Ida B. Wells (journaliste afro-américaine), Jesse Owens (athlète), entre autres en font partie. Le cimetière est également constitué d'une fosse commune et d'un mémorial pour les prisonniers de guerre confédérés du Camp Douglas, appelé le tumulus confédéré (Confederate Mound).
Le cimetière est également le dernier lieu de repos de 45 victimes de l'incendie du Théâtre Iroquois (incendie survenu le 30 décembre 1903 au théâtre Iroquois à Chicago), dans lequel plus de 600 personnes ont perdu la vie.

## Historique

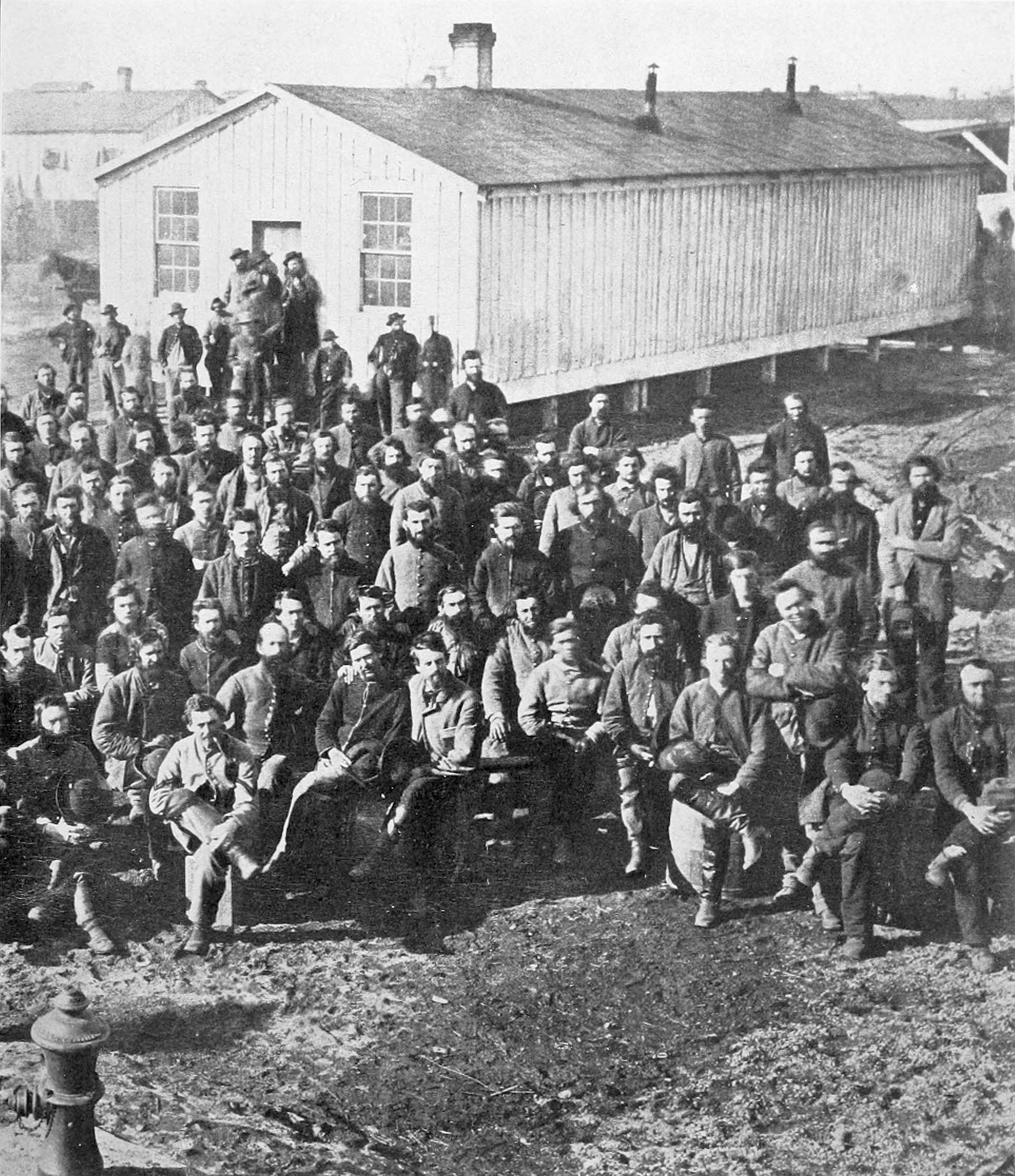
Prisonniers confédérés au Camp Douglas (Chicago, 1863), dont la plupart sont aujourd'hui inhumés à Oak Woods.

Le cimetière de Oak Woods a été établi le 12 février 1853 et fut conçu par l'architecte paysagiste Adolph Strauch. Strauch créa ce vaste cimetière paysager de 74 hectares de surface, dans le style d'un parc ou d'un espace vert, couvert de pelouses soignées et de promenades bordées d'arbres. Les premières sépultures ont eu lieu en 1860,.
Après la guerre civile américaine (1861-1865), plusieurs milliers de soldats confédérés et prisonniers morts au Camp Douglas, y furent inhumés. Selon une plaque située sur le site, les soldats étaient enterrés dans des « tranchées concentriques ». Un monument et un marqueur, que l'ancien lieutenant-gouverneur du Kentucky John Cox Underwood a aidé à construire, portent le nombre de soldats enterrés à 6 000, mais énumèrent les noms d'environ 4 454 soldats,. Un autre mémorial, plus petit, commémore les soldats de l'Union décédés au Camp Douglas, souvent de maladies contagieuses.
Entre 1862 et 1865, beaucoup de prisonniers ont péri en raison des nombreuses blessures infligées sur le champ de bataille, ou par les maladies et les privations qui existaient à l'époque au sein de la prison fédérale de Camp Douglas. À l'origine, les dépouilles des soldats ont été enterrées sur le site du Camp Douglas (situé à proximité des grands abattoirs des Union Stock Yards) et au sein du cimetière de Lincoln Park, mais ces lieux ont été fermés pour permettre les travaux d'expansion de Lincoln Park et les travaux de rénovation urbaine à la suite du Grand incendie de Chicago de 1871. Les corps ont été exhumés et réinhumés ensemble dans une fosse commune du cimetière de Oak Woods, connue sous le nom de Confederate Mound, réputée comme étant la plus grande fosse commune documentée de l'hémisphère ouest.

## Personnalités inhumées
- Paul Cornell (1822-1904), homme d'affaires, avocat, philanthrope ;
- Mircea Eliade (1907-1986), historien des religions, philosophe, romancier ;
- Enrico Fermi (1901–1954), physicien ;
- James Hutchinson Woodworth (1804-1869), maire de Chicago ;
- Monroe Heath (1827–1894), maire de Chicago ;
- June Travis (1914-2008), actrice ;
- Richard Loeb (1905-1936), criminel ;
- Harold Washington (1922–1987), premier maire afro-américain de Chicago ;
- John Marshall Hamilton (1847-1905), gouverneur de l'Illinois ;
- Big Jim Colosimo (1878–1920), gangster ;
- Cap Anson (1852-1922), joueur professionnel de baseball ;
- Jake Guzik (1886-1956), gangster ;
- William Hale Thompson (1869–1944), maire de Chicago ;
- Ida B. Wells (1862–1931), journaliste, militante pour les droits civiques ;
- Otis Clay (1942-2016), chanteur de soul et de gospel ;
- Jesse Owens (1913-1980), sportif.

## Galerie d'images

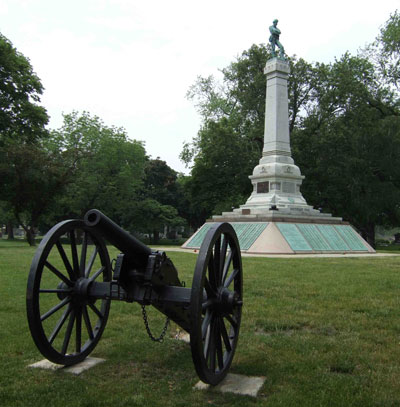
Le mémorial des soldats confédérés.
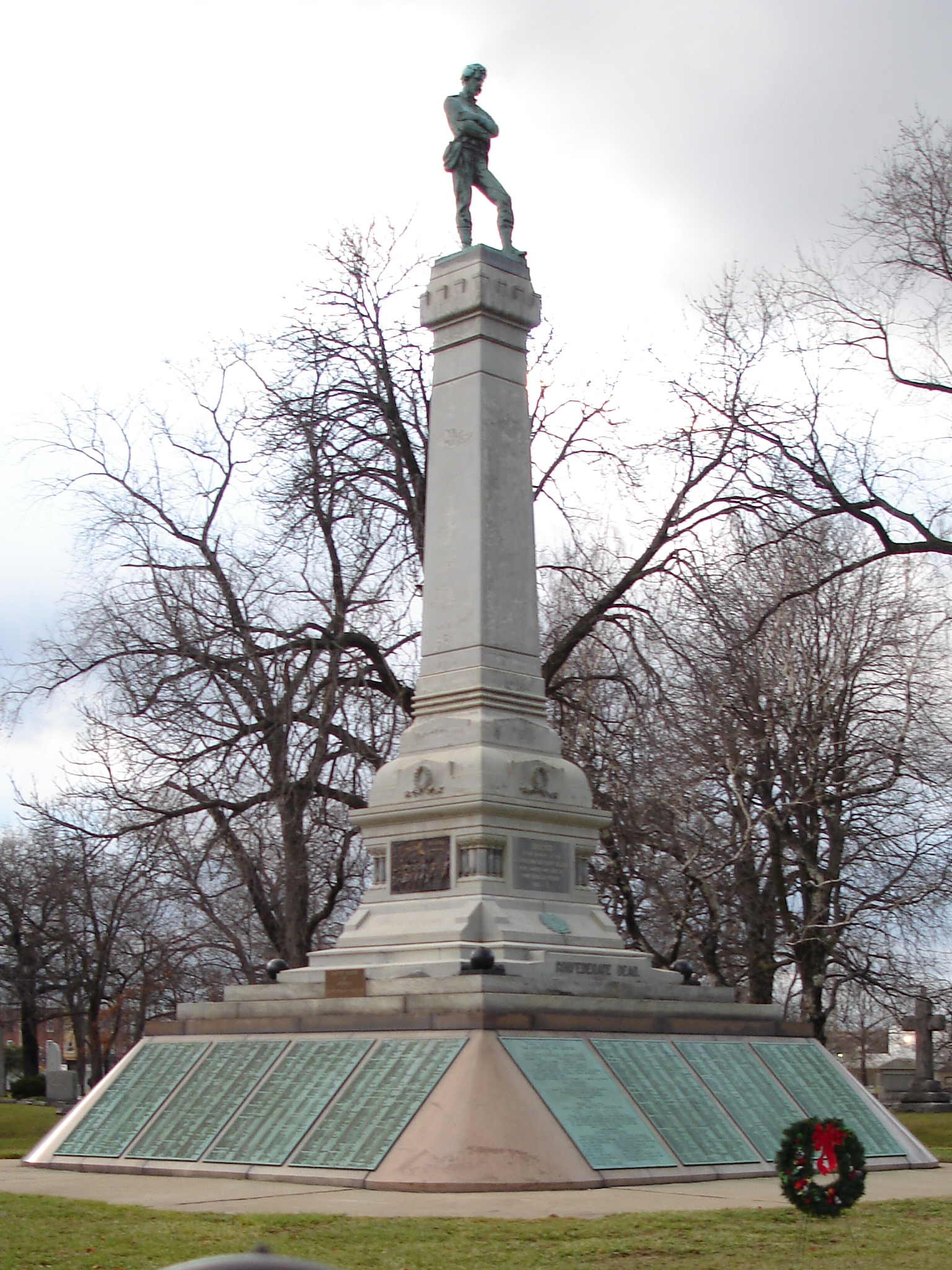
Autre vue du mémorial.
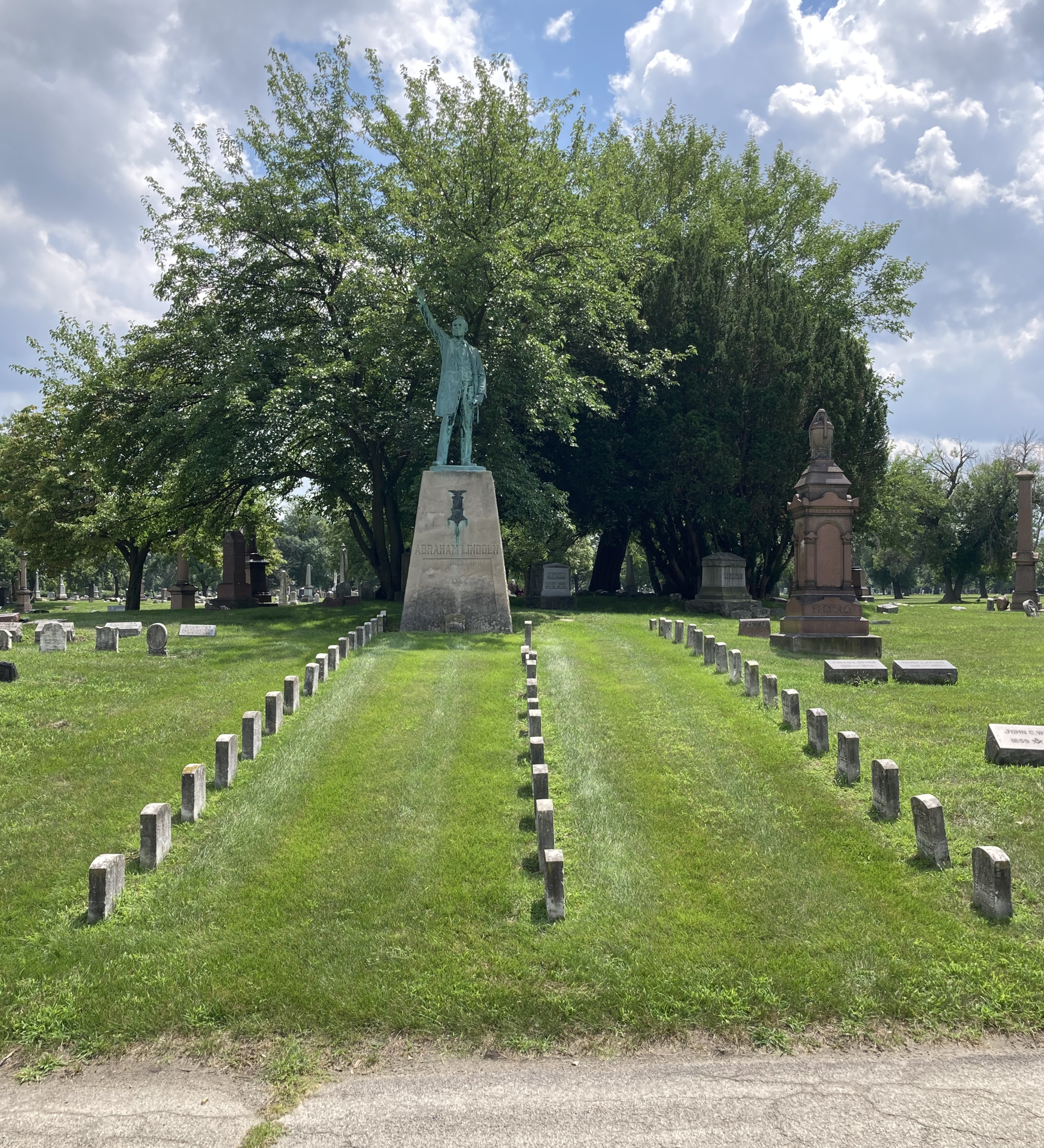
Le mémorial avec une statue d'Abraham Lincoln.
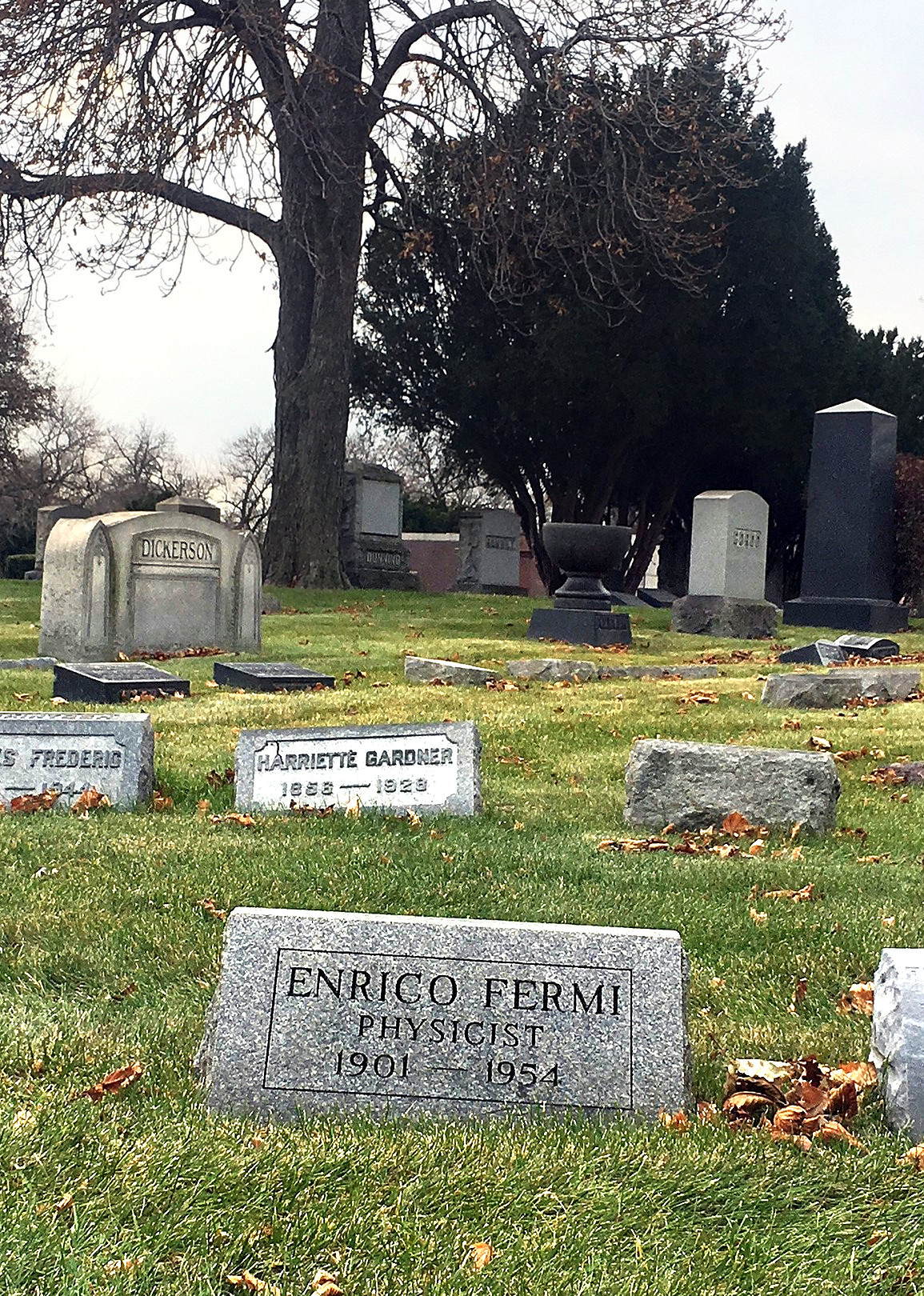
Sépulture d'Enrico Fermi.
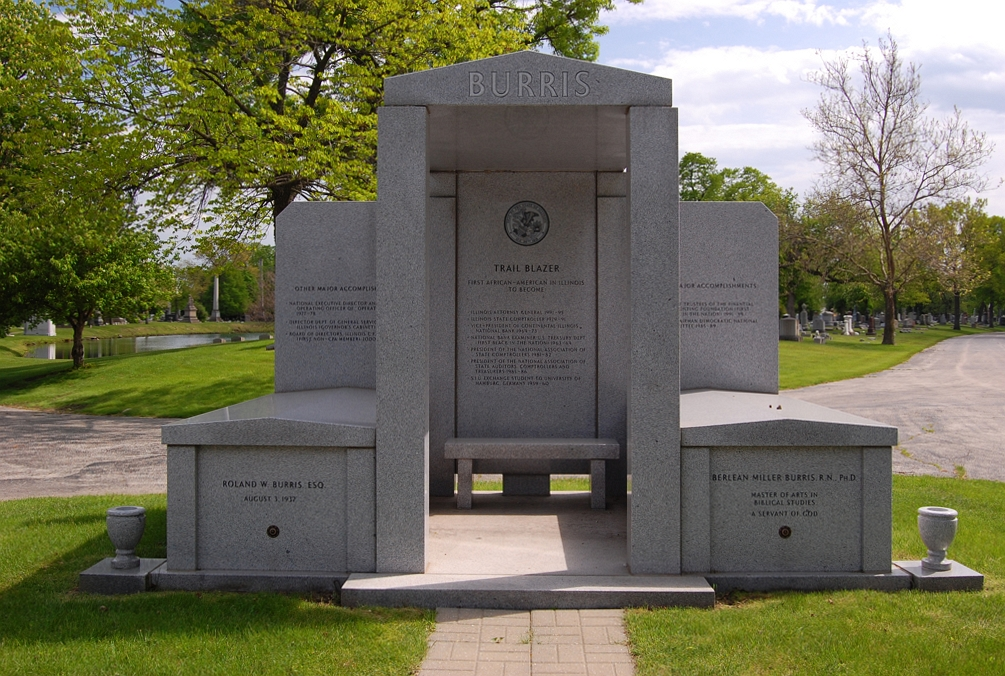
Mausolée de Roland Burris.